# Edgar Montaño
Edgar Montaño Rojas (Santa  Cruz de la Sierra, Bolivia; 23 de agosto de 1971) realizó sus estudios secundarios en el Colegio Nacional Florida de Santa Cruz de la Sierra,es un ingeniero y político boliviano. Fue designado Ministro de Obras Públicas, Servicios y Vivienda de Bolivia el 9 de noviembre de 2020 durante el gobierno del presidente Luis Arce Catacora.
En 2021, durante la gestión de Montaño se definió la disolución de la entidad estatal AASANA, encargada de brindar servicios en diferentes aeropuertos de Bolivia, y la reemplazó por una nueva entidad denominada NAABOL, navegación aérea y aeropuertos bolivianos. La disolución se llevó a cabo por la cantidad de deudas de la primera empresa, deudas tanto a empresas como a sus trabajadores. En junio de 2023 NAABOL se vio involucrada en el transporte de media tonelada de cocaína a España; cargamento que fuera descubierto en un avión de BOA en el aeropuerto de Barajas, ya en febrero del mismo año. Ambas empresas (NAABOL,NOA) administradas por el ministerio dirigido por Edgar Montaño.